# NGC 7812
NGC 7812  ist eine Spiralgalaxie mit ausgedehnten Sternentstehungsgebieten vom Hubble-Typ SABab im Sternbild Bildhauer am Südsternhimmel. Sie ist schätzungsweise 304 Millionen Lichtjahre von der Milchstraße entfernt und hat einen Durchmesser von etwa 100.000 Lj.
Das Objekt wurde am 25. September 1834 von John Herschel entdeckt.